# بيلي جينسين
بيلي جينسين (بالألمانية: Pelle Jensen)‏ (24 مايو 1992 بهامبورغ في ألمانيا - ) هو لاعب كرة قدم ألماني في مركز الدفاع. شارك مع منتخب ألمانيا تحت 16 سنة لكرة القدم ومنتخب ألمانيا تحت 17 سنة لكرة القدم ومنتخب ألمانيا لكرة القدم تحت 18 سنة ومنتخب ألمانيا تحت 19 سنة لكرة القدم ومنتخب ألمانيا تحت 20 سنة لكرة القدم. أما مع النوادي، فقد لعب مع نادي هوفنهايم وهانزا روستوك.

## روابط خارجية
- بيلي جينسين على موقع قاعدة بيانات كرة القدم.إي يو (الإنجليزية)
- بيلي جينسين على موقع بيانات كرة القدم. دي إي (الألمانية)
- بيلي جينسين على موقع Soccerway.com (الإنجليزية)
- بيلي جينسين على موقع عالم كرة القدم.نت (الإنجليزية)
- بيلي جينسين على موقع AS.com (الإسبانية)